# ドナルドの腕白時代
『ドナルドのわんぱく時代』または『ドナルドの腕白時代』（ドナルドのわんぱくじだい、原題：Donald's Better Self）は、ウォルト・ディズニー・プロダクション（現：ウォルト・ディズニー・カンパニー）が制作したアニメーション短編映画作品。ドナルドダック・シリーズの第5作である。

## あらすじ
ドナルドがまだ学生だった頃の話。
ある朝。起床の時間となり目覚まし時計が鳴るが、ベッドで熟睡するドナルドはなかなか起きられない。すると心の中の天使が現れ、ドナルドに早く起きるよう促す。渋々起きようとするドナルドだが、本当はまだ寝ていたい。すると今度は心の中の悪魔が現れ、もっと寝ていろよと囁きだす。悪魔の誘いに乗り二度寝してしまいそうになるドナルドだが、天使は大声を出してドナルドを強引に起こし、学校に行く支度をするよう叱りつけた。
支度をし、学校へ出かけるドナルドとそれについていく天使。ところが、通学路には悪魔が待ち構えていた。悪魔は天使からドナルドを引き離して学校などサボってしまえと囁き、あげくタバコまで勧めだす。様子がおかしいことに天使が気付きドナルドを見ると、それはドナルドが悪魔にタバコを吸わされ顔色を悪くし咽せ返る姿だった。かくして、ドナルドを学校へ連れて行こうとする天使と悪事へ誘い込もうとする悪魔の戦いが始まった。

## スタッフ
- 監督：ジャック・キング
- 作画：ジャック・ハンナ、エド・ラヴ他
- 音楽：オリバー・ウォレス

## キャスト
| キャラクター   | 原語版               | 旧吹き替え版 | 新吹き替え版 |
| -------------- | -------------------- | ------------ | ------------ |
| ドナルドダック | クラレンス・ナッシュ | 関時男       | 山寺宏一     |
| 天使のドナルド | テルマ・ボードマン   | 後藤真寿美   | 結城比呂     |
| 悪魔のドナルド | ドン・ブロディ       | 内田稔       | 辻親八       |
| ナレーション   | -                    | 土井美加     | -            |

## 日本での公開

### 収録
- 『ドナルド・ダック!!　ドナルド・ダックの楽しい生活』（VHS、ブエナ・ビスタ・ホーム・エンターテイメント、旧吹き替え版）
- 『ドナルドダック・クロニクル Vol.1 限定保存版』（DVD、ブエナ・ビスタ・ホーム・エンターテイメント、新吹き替え版）